# Akumu no elevator
Akumu no elevator (悪夢のエレベーター?, Akumu no erebeta), noto anche con il titolo internazionale Elevator Trap, è un film del 2009 diretto da Keisuke Horibe.

## Trama
Per vendicarsi del marito infedele, una donna che aspetta un bambino organizza una vera e propria "terapia d'urto" nei suoi confronti: rinchiuderlo, simulando un incidente, in un ascensore insieme ad altre tre persone (da lei assoldate), e costringerlo a riflettere sugli errori da lui compiuti. La messa in pratica risulta però essere ben più complessa dell'idea iniziale, soprattutto quando avvengono alcuni misteriosi omicidi.